# Ultramaraton
Ultramaraton je bilo koji športski događaj koji uključuje trčanje i hodanje duže od tradicijskog maratona dužine 42,195 km (26,219 milja). Prema Stjepanu Stolniku supermaratoni su utrke duljine od 50 km i više, a ultramaratoni su utrke duljine od 100 km i više.

## Opis
Postoje dvije vrste ultramaratonskih događaja: jedni pokrivaju određene udaljenosti, a drugi se odvijaju tijekom određenog vremenskog razdoblja (s pobjednikom koji pokriva najveću udaljenost u tom vremenskom periodu). Najčešće udaljenosti ultramaratona su: 50 km (31,069 milja) i 100 km (62,137 milja) ili 50 milja (80,4672 km) i 100 milja (160,9344 km). Kod mnogih ulramaratona natjecatelji svladavaju udaljenosti različite od navedenih. Ultramaraton kod kojeg natjecatelji svladavaju udaljenost od 100 km je službeni maraton za svjetski rekord međunarodne atletske federacije - IAAF.
Ostale udaljenosti ili vremenski periodi su; dvostruki maraton, 24-satne utrke i višednevne utrke na udaljenostima od 1000 milja, a ponekad i duže od toga. Oblici tih događaja i udaljenosti variraju u rasponu od jednog ili više krugova (koji mogu iznositi i 400 metara atletske staze),  svladavanja cestovnih udaljenosti od točke A do točke B, do svladavanja udaljenosti u prirodi (krajobrazu). Mnogi ultramaratoni, pogotovo orijentacijsko trčanje, imaju ozbiljne prepreke kao što su vremenske nepogode, promjene nadmorske visine ili nepristupačni tereni. Utrke se najčešće odvijaju na neasvaltiranim cestama i planinskim stazama i putevima, a mogu se odvijati i na asvaltiranim cestama i putevima. Na trasama utrka obično postoje postaje potpore na svakih 20-35 km, gdje trkači mogu napuniti zalihe hrane i pića ili kratko predahnuti.
Vremenski događaji u rasponu od 6, 12 i 24 sata do 3, 6 i 10 dana (poznati i kao višednevni događaji), izvode se uglavnom na stazama ili kratkim cestovnim dionicama, najčešće od jednog kilometra ili kraće.
Međunarodna udruga ultratrkača (IAU) organizira Svjetsko prvenstvo za razne ultramaratonske udaljenosti, uključujući 50 km, 100 km, 24 sata kao i ultra orijentacijsko trčanje. Ove događaje nadgleda Međunarodna atletska federacija - IAAF, svjetsko upravno tijelo za atletiku. Mnoge zemlje širom svijeta imaju svoje ultratrkačke organizacije, često su to Nacionalni atletski savezi tih zemalja koji organiziraju i nadgledaju ultramaratone. 
Svjetski rekordi za udaljenosti, postignuta vremena natjecatelja i starosne dobi sudionika prati IAU - međunarodna atletska unije.
Specifični ultramaratoni
Barkley maraton duljine oko 160 km u 30 godina održavanja uspješno je završilo 15 trkača. Jungle Ultra je duljine 230 km, cijelom duljinom se trči kroz prašumu u 5 etapa, a vlažnost je oko 100%. Maraton des Sables je duljine 250 km, trči se u 7 etapa kroz Saharu, a prekomjerna potrošnja vode kažnjava se dodatnim minutama. The Guardian je naziva najtežom utrkom na svijetu. 6633 Artic Ultra je duljine oko 600 km, temperature rijetko prelaze 0°C, hladni vjetrovi pušu olujnom brzinom, a oprema se vuče na sanjkama. U 11 godina održavanja utrku je uspješno završilo 11 trkača. Self-Transcendence 3100 je kružna utrka. Jedan krug utrke dugačak je 883 m te je potrebno otrčati točno 5649 krugova, čime je to najduža službena utrka na svijetu. Dragon's Back Race duljine 315 km, smatrana je toliko teškom da je u 17 godina, od prvog izdanja održana samo 5 puta. Utrka smrti je utrka kojoj natjecatelji prije početka ne znaju duljinu, ni stazu odnosno rutu, niti hoće li okrepa biti omogućena. Rok za završetak utrke je 24 sata, ali utrka često traje višestruko dulje. Badwater Ultramaraton je cestovni ultramaraton duljine 217km, koji počinje 859m ispod razine mora te završava na nadmorskoj visini od 2548m i prolazi kroz tri planinska lanca.
Ultimate Ultra, poznat i kao Sri Chinmoy 1300 milja, je najduži službeni ultramaraton. Trkači u toj trci trče 1300 krugova od po jedne milje. Trans America Footrace, duljine 4800km, bila je najduži službeni ultramaraton kada se održavala u 90-im. Ultramaraton Comrades, poznat i kao Od oceana do oceana, je najveća utrka u svijetu po broju sudionika - svake godine nastupi preko 10000 trkača. Sri Chinmoy, duljine 3500 milja, je najduža poznata nestandardizirana utrka. Backyard Ultra je utrka novog, jedinstvenog formata. Natjecatelji moraju prijeći udaljenost od 6706 metara za manje od jednog sata. Kad je svaki krug završen, preostalo vrijeme unutar sata koristi se za oporavak za utrku sljedećeg sata. To se ponavlja dok, odnosno utrka je završena kada posljednji trkač ili trkači uspiju ili ne uspiju prijeći udaljenost unutar zadanog vremenskog okvira. Utrku će završiti samo jedan ili jedna, svi ostali su DNF. U slučaju da nitko ne završi jedan krug više od ostalih u limitu – svi natjecatelji su DNF. Iditarod Trail Invitational (ITI 1000) je najdulji zimski trail ultramaraton.

## U Hrvatskoj
Prvo državno prvenstvo Hrvatske u ultramaratonu, bila je utrka na 100 km, održano je početkom svibnja 2013. u sklopu utrke Forrest Gump – 12-satni ultramaraton.
U Hrvatskoj su najpoznatiji ultramaratoni Zagreb - Čazma (62km), Forrest Gump – 12-satni ultramaraton (prva hrvatska vremenska ultra; u sklopu utrke, u nekoliko navrata, održavala se i utrka na 100km - prva "stotka" u nezavisnoj Hrvatskoj) i višednevni ultramaraton Zagreb - Vukovar (344 km), koji je ipak memorijalnog karaktera. Trčale su se 100 km po Zagorju i Varaždinska stotka. 100 milja Istre smatra se prvom hrvatskom ultra trail utrkom i prvom hrvatskom utrkom na 100 milja. Velebitski treking (danas Velebit 100 milja) je prva treking utrka u Hrvatskoj iako je iste godine još održano i prvo izdanje utrke Učka Trek te je i prva Hrvatska ultra trek/trail utrka. Postoje naznake da je duljina prve utrke krivo izmjerena, da je zapravo bila između 150 i 160 km, što bi ju u slučaju potonje duljine činilo prvom svjetskom utrkom na 100 milja. U sklopu utrke CRO100 prvi put Svjetsko prvenstvo u nekoj atletskoj disciplini u Hrvatskoj održano je 2018. u Svetom Martinu na Muri - bila je to utrka na 100 km.
Prvo državno prvenstvo Hrvatske u planinskom trčanju na duge staze (ili planinskom maratonu) održano je početkom rujna 2013. u Samoborskom gorju.
Prvo državno prvenstvo u "dugom" trailu održano je u travnju 2023. u Novom Marofu. Staza je bila duga 86km. Iako, na utrci Valamar Trail 2017. uz utrku na 52km (staza je imala naziv "advanced trail" staza) koja je bila utrka državnog prvenstva u trail-u, održavala se i utrka na još duljoj stazi, duljine 72km i naziva "ultra trail" staza.

## Publikacije
- prof. Stjepan Stolnik: Trčanje u Hrvatskoj - sadrži slike, imena sudionika, crtice povijesti atletike u Hrvatskoj i okolici, građu o povijesti dugoprugaškog trčanja u Hrvatskoj unatrag 120 godina[2]